# 天主教蒂安瓜教区
天主教蒂安瓜教區（拉丁語：Dioecesis Tianguensis）是羅馬天主教在巴西的一個教區，屬福塔萊薩總教區。
1971年3月13日升為教區。包括塞阿拉州西北部十三個市，2010年有教友409,000人，佔轄區總人口91.9%。教區下轄十四個堂區，有三十名司鐸。現任教區主教為方濟各·沙勿略·埃爾南德斯·阿內多。